# Chloroformiate

Structure du groupe chloroformiate.

Les chloroformiates (aussi appelés chlorocarbonates) sont les esters dérivés de l’acide chloroformique, ClCOOH (cet acide est extrêmement instable et n'a jamais pu être isolé).
Leurs usages sont très nombreux en synthèse organique. Ils sont particulièrement employés comme  synthons équivalents d’esters, comme groupes protecteurs, comme agents de couplage peptidique, et comme agents de dérivation en chromatographie en phase gazeuse.
Ils sont d’une stabilité thermique variable et leur utilisation a donné lieu à de nombreux incidents : les chloroformiates d’aryles sont très stables à température ambiante, les chloroformiates de méthyle et d’alkyles primaires sont assez stables, les chloroformiates de benzyle et d’alkyles secondaires sont moins stables mais quelques-uns sont tout de même commerciaux,,. Les chloroformiates d’alkyles tertiaires quant à eux sont instables à température ambiante. La décomposition se fait suivant les deux voies indiquées sur le schéma ci-dessous, avec une forte préférence pour l’obtention du chlorure d'alkyle. En outre, les produits obtenus sont souvent issus de réarrangements du squelette carboné.

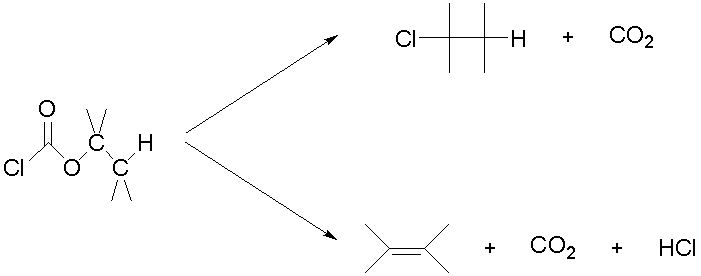
Décomposition thermique des chloroformiates

## Synthèse des chloroformiates d’alkyles
Les chloroformiates d’alkyles sont presque toujours synthétisés par interaction entre le phosgène et un alcool avec des rendements élevés. La synthèse peut également se faire en remplaçant le phosgène par le diphosgène ou le triphosgène, mais présente des complications par rapport à la méthode directe avec le phosgène.

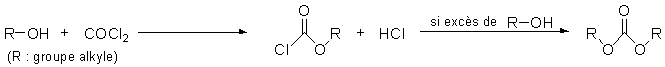
Réaction entre un alcool aliphatique et le phosgène

La réaction se fait par ajout de l’alcool à une solution contenant un excès de phosgène ; elle peut se dérouler à température ambiante ou en dessous pour réduire la formation de carbonate de dialkyle. Il peut être utile de mener cette synthèse en présence d’une amine tertiaire ; la suppression de l’acide chlorhydrique permet d’une part de minimiser les réactions secondaires au cas où le groupe R est sensible aux acides, d’autre part d’augmenter la cinétique de la réaction (la réaction passe alors probablement par un intermédiaire ammonium qui est un excellent agent acylant, voir le schéma suivant). Le complexe formé par deux moles de pyridine et une mole de phosgène est connu pour être un agent acylant très actif.

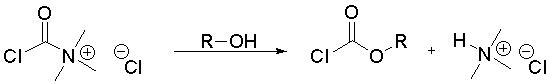
Passage par l’intermédiaire ammonium.

Cette méthode de synthèse permet l’accès à une variété de chloroformiates avec des groupes fonctionnels très variés : halogénure, nitrile, nitro, hydroxy, amine, imine, amide, hétérocycle, éther, ester, alcène, alcyne, ... D’autres méthodes, très nombreuses, existent pour synthétiser des chloroformiates d’alkyles ; parmi celles-ci nous avons choisi d’en décrire quelques-unes qui sont représentatives.
Des formiates d’alkyles ont été chlorés par voie radicalaire pour donner des chloroformiates, mais cette voie aboutit à un mélange de différents produits chlorés.

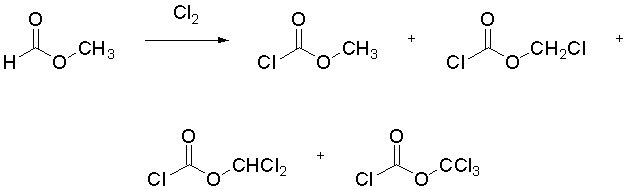
Chloration radicalaire du formiate de méthyle.

Les α-chlorochloroformiates sont préparés par réaction du phosgène avec des composés carbonylés, par exemple avec le chloral.

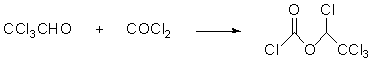
Réaction entre le chloral et le phosgène.

Les β-chlorochloroformiates sont obtenus avec des rendements allant jusqu’à 100 % par réaction des époxydes avec le phosgène.

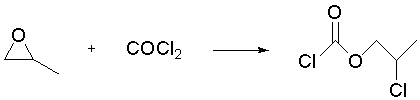
Réaction entre l'oxyde de propène et le phosgène.

Les composés énolisables réagissent avec le phosgène pour donner des chloroformiates insaturés.

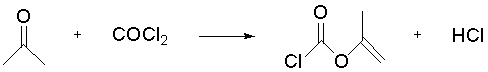
Réaction entre un composé énolisable et le phosgène.